# Marti Stevens
Marti Stevens (née le 15 août 1933 à New York, aux États-Unis) est une chanteuse et actrice américaine.
Fille de Nicholas Schenck, elle est notamment la star du film britannique Tout au long de la nuit (All Night Long) (1962).

## Filmographie
- 1962 : Tout au long de la nuit (All Night Long) de Basil Dearden
- 1968 : Mannix S2-Episode 04 "Au pied de l'Arc en Ciel" (End of The Rainbow)